# Sekvojovec obrovský
Sekvojovec obrovský (Sequoiadendron giganteum), zvaný též mamutí strom, je nejmohutnější strom na Zemi. Je jediným druhem rodu sekvojovec (Sequoiadendron).
Tato obří dřevina dosahuje výšky až kolem 85 metrů a hmotnost největších jedinců může přesahovat 2000 tun.

## Původ
Sekvojovec obrovský patří do kdysi bohatě zastoupené skupiny jehličnanů, které prodělaly svůj rozkvět ve druhohorách, v období křídy.
Tento strom jako botanický druh byl evropské civilizaci neznámý do roku 1841, kdy jej objevil cestovatel John Bidwell.[zdroj?] Jeho zprávám nechtěl zprvu nikdo věřit, ale již roku 1853 se jeho semena vyvážela do Evropy a východních států USA. Vzácnost sekvojovce byla brzy rozpoznána, a tak byl tento druh chráněn před těžbou a v místech jeho výskytu byly vyhlášeny přírodní parky.
V Británii se pro sekvojovec užívalo jméno Wellingtonia (Wellingtonia gigantea, Lindl 1853) podle vévody Wellingtona, který zemřel krátce předtím, než první semena sekvojovce přišla do Evropy.

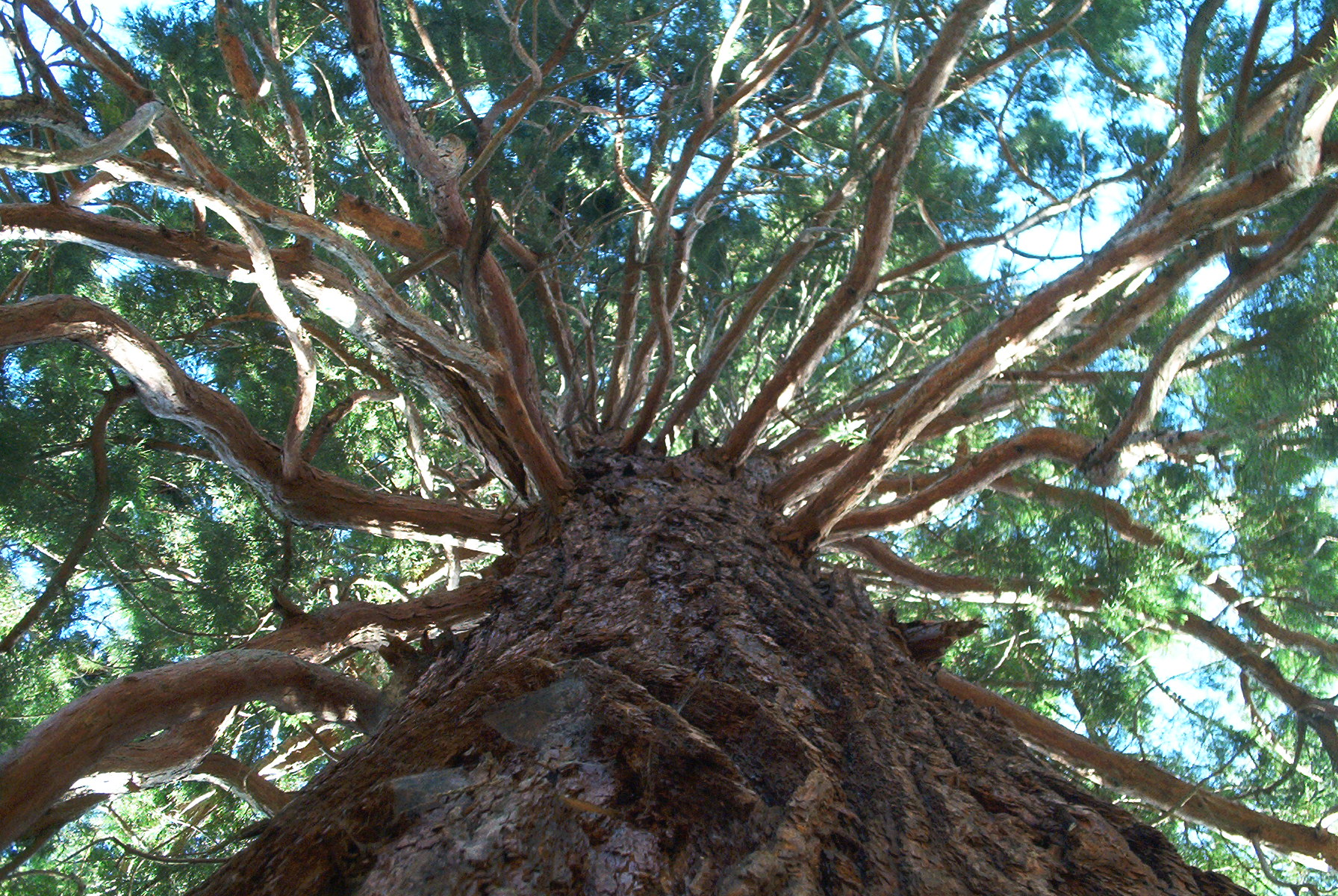
Koruna sekvojovce obrovského

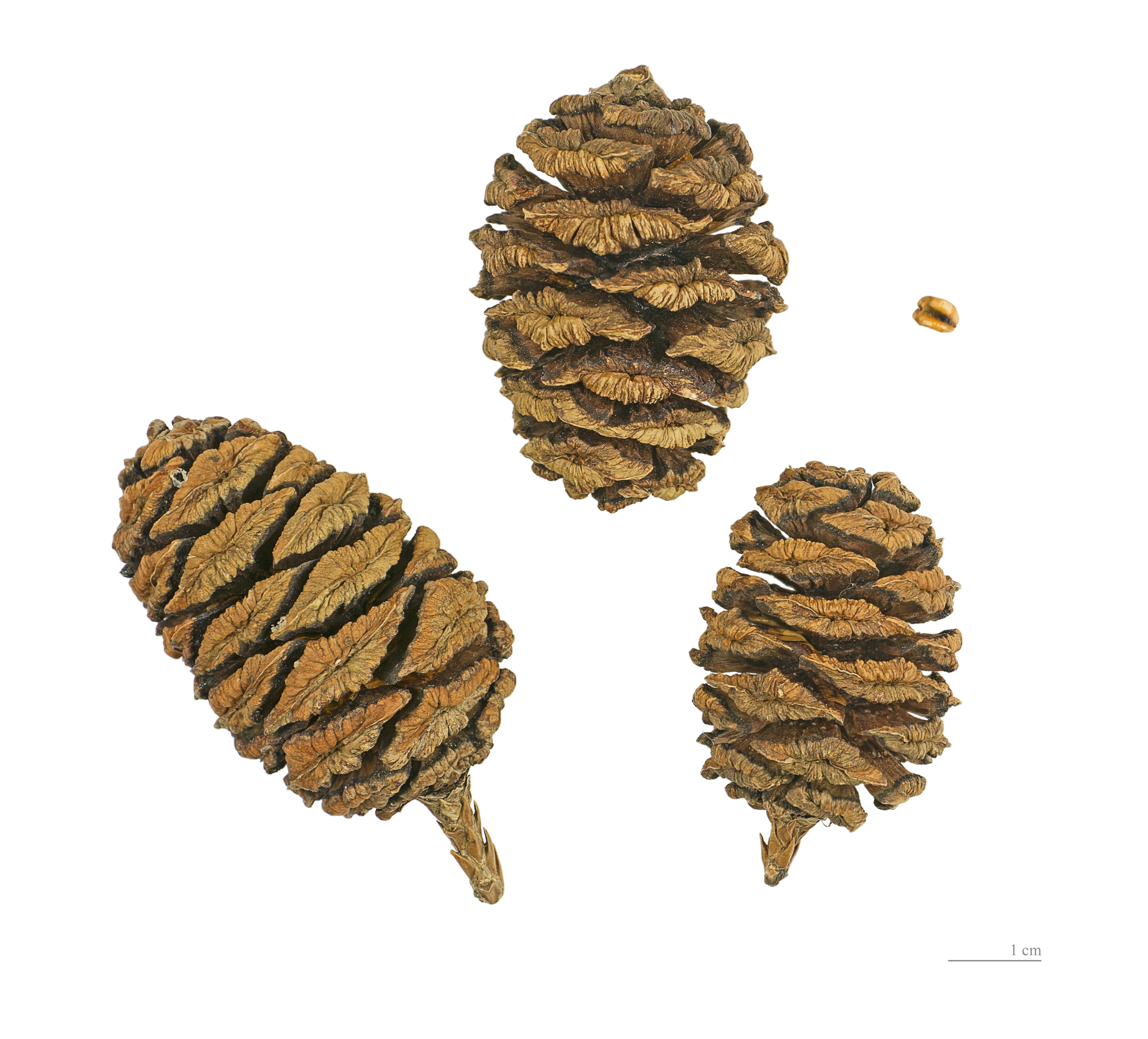
Šišky sekvojovce

## Popis

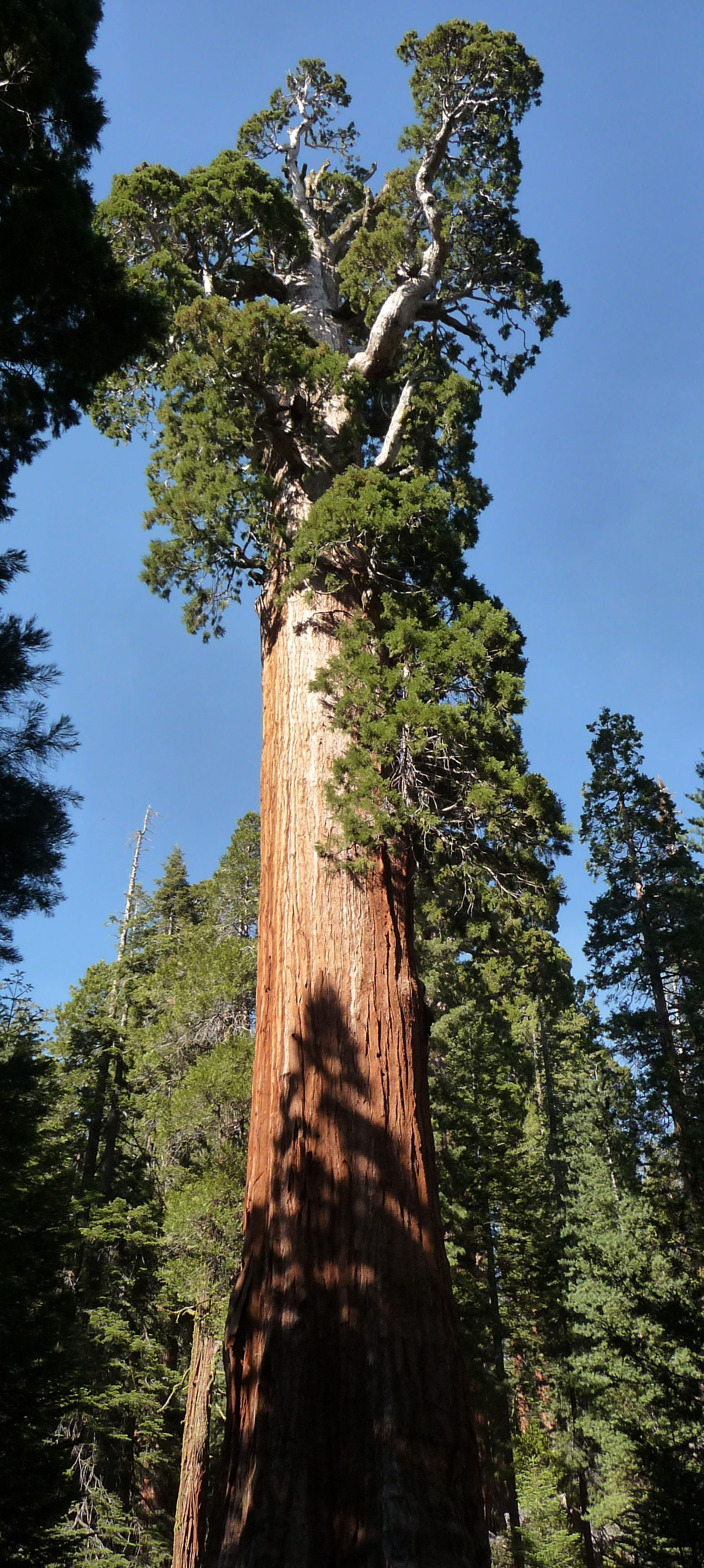
Sekvojovec obrovský; jedinec pojmenovaný Generál Grant

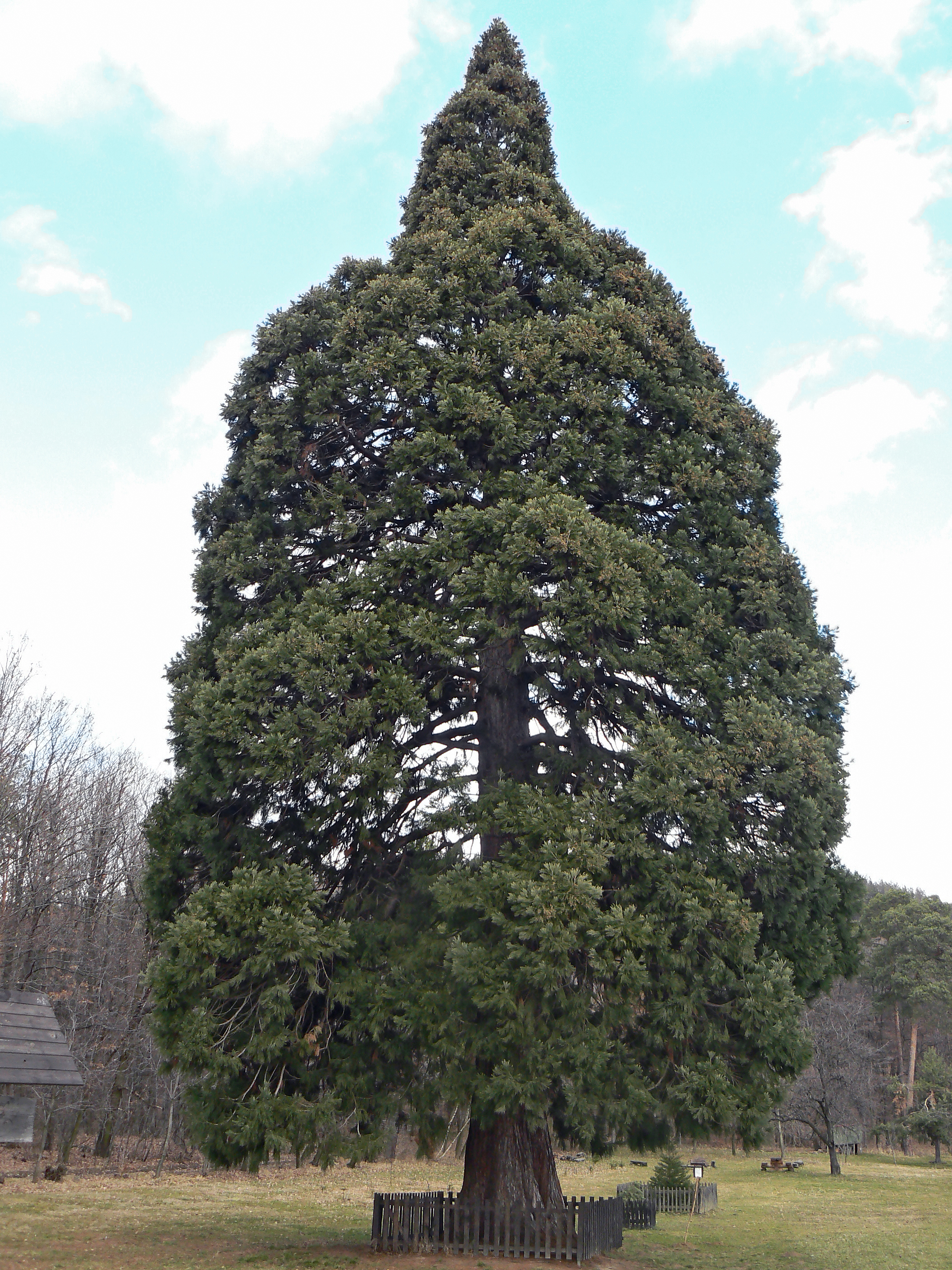
Sekvojovec obrovský, Chabaně

Sekvojovec obrovský je velkolepý strom impozantních rozměrů. Až 80 m vysoký jehličnan má kuželovitou korunu s poměrně hustým zavětvením. Kmen je u báze ztlustlý, s mohutnými kořenovými náběhy; výše nad bází se postupně zužuje. Větve v mládí vyrůstají z kmene přeslenitě, ve stáří nepravidelně, přičemž větve starších stromů rostou výše nad zemí.
Borka je nápadně měkká a tlustá (50 cm i více), na starých stromech je hluboce zbrázděná a popraskaná. Má různý barevný odstín od skořicově hnědé přes tmavohnědou po ryšavou.
Jehlice jsou uspořádány spirálovitě nebo ve třech podélných řadách. Jsou dlouhé až 8 mm, kopinaté nebo šupinovité, dlouze zašpičatělé, svrchu ploché, vespod podélně brázdité. Mají tmavozelou nebo modravě zelenou barvu.

Jehličí od podzimu hnědne a zazelená se s nástupem vegetačního období; sekvojovec mění zbarvení v závislosti na teplotách.
Šišky (šištice) mají charakteristickou stavbu. Dorůstají velikosti 4 cm až 8 cm, jsou vejčitě kulovité a mají zdřevnatělé plodní šupiny. Za každou šupinou se vytváří pět semen se dvěma tenkými křídly.

Šištice zrají 18 až 20 měsíců, ovšem běžně zůstávají zelené a uzavřené až dvacet let. Vzrostlý strom může ročně vyprodukovat 300 000 až 400 000 semen. Křídlatá semena zanáší vítr až do vzdálenosti 180 m od paty kmene mateřského stromu.

## Výskyt
Sekvojovec obrovský se v přírodě vyskytuje pouze v USA v Kalifornii na západních svazích Sierry Nevady, a to pouze v nadmořských výškách 1500 m až 2500 m.
Jako okrasná dřevina byl sekvojovec obrovský hojně vysazován i v evropských parcích – na východ USA i do Evropy se šištice i semena vyvážely a šířily od 2. pol. 19. století. Postupně tak vznikla řada variet a byly vyšlechtěny různé kultivary.

## Mezitaxonové vztahy
Spásačem je tesařík Phymatodes nitidus (LeConte, 1874) a nosatec Phloeosinus sequoiae (Hopkins).

## Pěstování v Česku
- Sekvojovce v Ratměřicích – Ratměřice (okres Benešov) – dva sekvojovce, oba cca 40 m
- Sekvojovec v Chabaních – obec Chabaně (část obce Břestek) (okres Uherské Hradiště) – výška 32 m, obvod kmene 612 cm
- Sekvojovec v Kravsku – Kravsko (okres Znojmo) výška kolem 31 m
- Sekvojovec ve vlašimském zámeckém parku, výška kolem 6 m, potomek sekvojovců z ratměřického parku
- Sekvojovce v Kunraticko-michelském lese
- Zoologická a botanická zahrada města Plzně
- Sekvojovec v Trutnově
- Sekvojovce v Botanické zahradě v Tróji

- Sekvojovec v Liberci výška 10 m

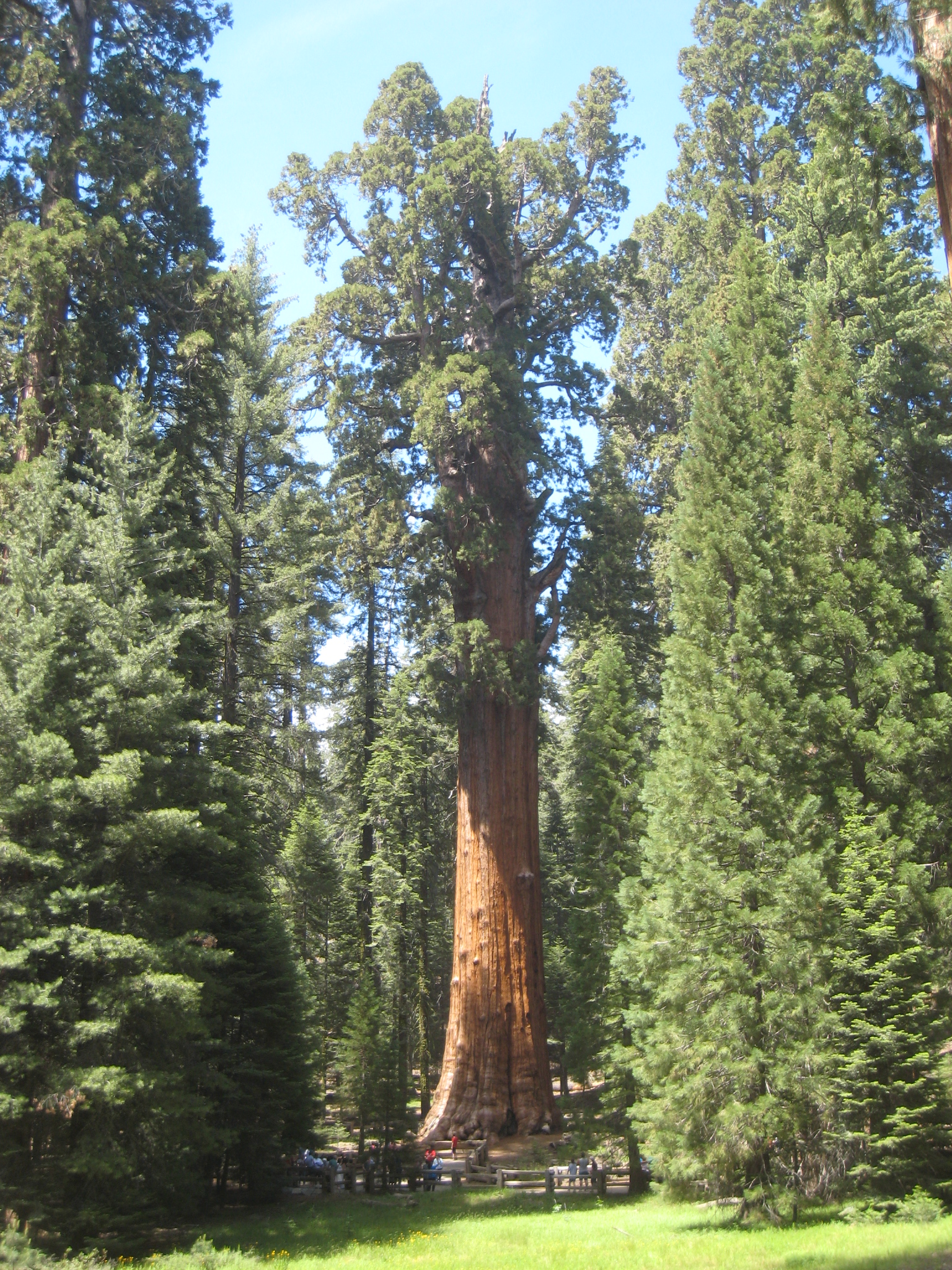
Strom generála Shermana, sekvojovec obrovský

- Sekvojovec v Botanické zahradě v Bečově, cca 2m

## Zajímavosti
Sekvojovce obrovské dosahují biblického věku, i když nepatří k nejstarším stromům (nejstarší strom je borovice osinatá, která se dožívá až 4700 let). Přesto věk 2000–3000 let znamená věk vskutku pozoruhodný. Zástupci tohoto druhu dosahují výšky přes 80 m. Staré stromy mají zpravidla u paty dutý a vyhnilý střed kmene, takže domorodí indiáni v něm nalézali úkryt před zvěří i nepohodou.

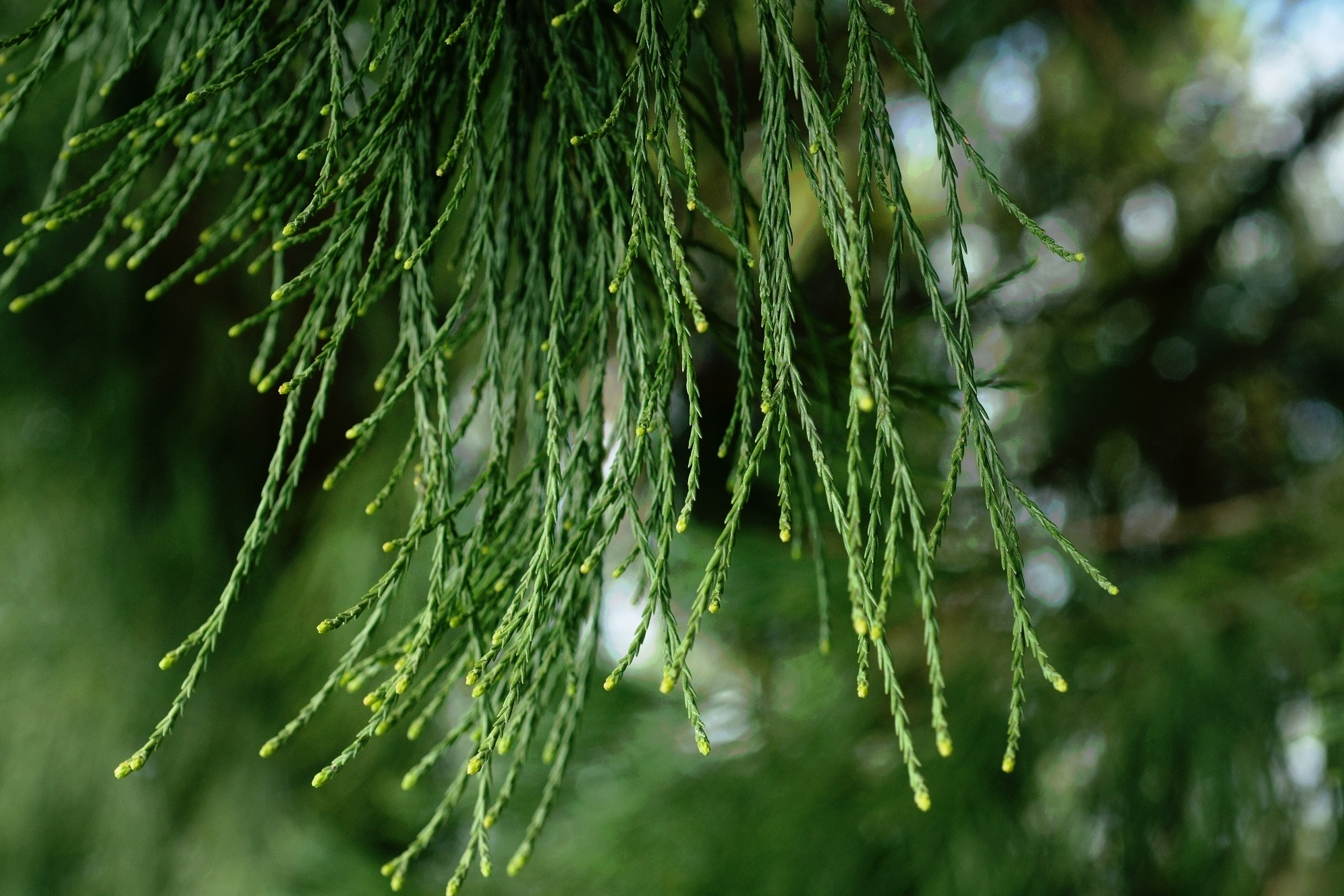
Detail větvičky sekvojovce obrovského

Nejstarší stromy nemusí být zároveň největší. Téměř všechny zralé sekvojovce vypadají, jako by jim odumřel vrchol. O příčinách tohoto jevu panují dohady, ale předpokládá se, že souvisí s výškou stromu; vrchol může být poškozen bleskem nebo může být do takové výšky ztíženo čerpání dostatečného množství vody s živinami.
Sekvojovci obrovskému patří prvenství jako nejmohutnějšímu živému organismu na naší planetě. Uvedený primát náleží exempláři s názvem Strom generála Shermana nebo také Generál Sherman (anglicky General Sherman Tree), který roste v Národním parku Sequoia v Kalifornii (USA). Je vysoký 83,8 m, obvod kmene měří 31,3 m a jeho hmotnost je odhadována na 2145 tun. Tento gigant (odhadem 1487 m³ dřeva) vyklíčil před několika tisíci lety ze semene velkého jako špendlíková hlavička. Jeho nejvážnějším konkurentem je sekvojovec pojmenovaný General Grant, který roste v národním parku Kings Canyon rovněž v Kalifornii.
Nejvyššími stromy na světě jsou štíhlejší sekvoje vždyzelené.